# Hieracium gracilipes
Hieracium gracilipes là một loài thực vật có hoa trong họ Cúc. Loài này được (Dahlst.) Prain mô tả khoa học đầu tiên năm 1921.